# Armbrusterita
L'armbrusterita és un mineral de la classe dels silicats. Rep el seu nom del professor de la Universitat de Berna Thomas Armbruster (1950-) per la seva contribució a la cristal·lografia i l'estructura mineraloògica, i especialment a l'estudi de minerals rics en manganès.

## Característiques
L'armbrusterita és un silicat de sodi, potassi i manganès, de fórmula química K₅Na₇Mn15[(Si9O22)₄](OH)10·4H₂O. Cristal·litza en el sistema monoclínic. Forma cristalls corbats i dividits, i esferulites. La seva duresa a l'escala de Mohs és 3,5.
Segons la classificació de Nickel-Strunz, l'armbrusterita pertany a «09.EG - Fil·losilicats amb xarxes dobles amb 6-enllaços més grans» juntament amb els següents minerals: cymrita, naujakasita, manganonaujakasita, dmisteinbergita, kampfita, strätlingita, vertumnita, eggletonita, ganofil·lita, tamaïta, coombsita, zussmanita, franklinfil·lita, lennilenapeïta, parsettensita, stilpnomelana, latiumita, tuscanita, jagoïta, wickenburgita, hyttsjoïta, britvinita i bannisterita.

## Formació i jaciments
La seva localitat tipus està situada a Kukisvumchorr, al Massís de Khibiny (Península de Kola, Rússia), on se n'ha trobat en un prim filó de cancrinita-aegirina-microclina dins d'urtita, en una íntima associació amb raïta. Sol trobar-se associada a altres minerals com: lamprofil·lita, manganoneptunita, pectolita, vinogradovita, calcita, molibdenita, galena, esfalerita o fluorita. També se n'ha trobat al pou AKH49, a la mina de ferro de Sishen, a la província del Cap Septentrional (Sud-àfrica).